# International Center of Photography
International Center of Photography (ICP), Międzynarodowe Centrum Fotografii – muzeum fotografii, szkoła i ośrodek badawczy w centrum Manhattanu w Nowym Jorku, Stany Zjednoczone. Centrum powstało w 1974 roku.
Jest gospodarzem Infinity Awards, zapoczątkowanych w 1985 roku „aby zwrócić uwagę opinii publicznej na wybitne osiągnięcia w fotografii poprzez uhonorowanie osób o wybitnych osiągnięciach w tej dziedzinie oraz odkrywać przyszłych luminarzy”.

## Historia
Założone przez Cornella Capa z pomocą Micha Bar-Am w Willard Straight House, na Museum Mile przy Piątej Alei nowojorskiego Manhattanu. Od swojego powstania w 1974 roku, ICP przedstawiło ponad 500 wystaw, prezentując publiczności prace ponad 3000 fotografów i innych artystów na indywidualnych i zbiorowych wystawach. Prowadziło także różne zajęcia i warsztaty dla studentów. ICP powstała jako instytucja mająca zachować dziedzictwo „Concerned Photography”. Po przedwczesnej śmierci w 1950 roku brata Cornella Capy – Roberta Capa i jego kolegów Wernera Bischofa, Chima (Davida Seymoura) i Dana Weinera, stwierdził on konieczność utrwalenia w oczach opinii publicznej ich prac dokumentujących ludzkie działania. W 1966 roku założył International Fund for Concerned Photography. W roku 1974 Fundusz potrzebował siedziby, i tak powstało Międzynarodowe Centrum Fotografii.
W 1985 roku został założony oddział – ICP Midtown. Powstały również plany przeprojektowania i przebudowy siedziby głównej.
W 1999 roku budynek siedziby głównej przy Piątej Alei został sprzedany. Rozbudowane galerie przy Avenue of the Americas i na 43rd Street, zaprojektowane w celu prezentacji fotografii i nowych mediów, wykorzystywane jako galeria Kodaka, zostają jesienią 2000 roku połączone i stają się siedzibą główną i miejscem wystaw ICP.
Na jesieni 2001 roku następuje rozbudowa Szkoły Międzynarodowego Centrum Fotografii. Stworzony zostaje kampus Midtown w budynku Grace.
W 2014 roku, ze względu na wygaśniecie długoletniej dzierżawy w Midtown, zarząd Centrum zatwierdził plan zakupu budynku na Bowery w pobliżu Nowego Muzeum i przeprowadzki tam w 2015 roku. Szkoła ICP pozostanie w obecnym miejscu do 2018 roku.